# Doğan, Elbistan
Doğan là một thị trấn thuộc huyện Elbistan, tỉnh Kahramanmaraş, Thổ Nhĩ Kỳ. Dân số thời điểm năm 2010 là 3.341 người.